# Horst Nalewski
Horst Nalewski (* 26. Januar 1931 in Wormditt; † 29. Januar 2020 in Leipzig) war ein deutscher Germanist.

## Leben
Nach der Promotion am 18. Mai 1963 zum Dr. phil. an der Philosophischen Fakultät der Universität Leipzig bei Hans Mayer und Joachim Müller und der Promotion B am 24. November 1977 zum Dr. sc. phil. auf Beschluss des Senats der Karl-Marx-Universität Leipzig bei Horst Haase, Klaus Schuhmann und Roland Opitz war er von 1990 bis 1994 ordentlicher Professor für Poetik und Poetologie am LB für Vergleichende Literaturwissenschaft.

## Schriften (Auswahl)
- Friedrich Hölderlin. Naturbegriff und politisches Denken. 1963, OCLC 698864796.
- Sprachkünstlerische Gestaltung. Stilkritische Anmerkungen zur jüngeren Epik. Halle 1968, OCLC 864866053.
- Rainer Maria Rilke. Leipzig 1987, ISBN 3-323-00136-2.
- Deutsche Dichterinnen jüdischen Schicksals. Else Lasker-Schüler, Gertrud Kolmar, Nelly Sachs. Leipzig 2008, ISBN 978-3-86583-311-2.